# Nina Starr Braunwald
Nina Starr Braunwald (1928–1992) era una cirujana torácico e investigadora médica estadounidense que estuvo entre las primeras mujeres en realizar una cirugía a corazón abierto. Fue también la primera mujer en ser certificada por la Junta americana de cirugía cardiotorácica, y la primera en ser elegida por la Asociación americana de Cirugía Torácica.
En 1960, a los 32 años de edad, dirigió el equipo operativo en los National Institutes of Health (NIH) que implantó el primer mitral artificioso exitoso sustituyendo una válvula de corazón humana, la cual ella diseñó y fabricó. Falleció en agosto de 1992 en Weston (Massachusetts), después de una carrera que incluía destacadas citas en la NIH, Universidad de California, San Diego, Escuela Médica de Harvard y Hospital de Birgham y de Mujeres.

## Biografía
Nina Starr nació en Brooklyn, Nueva York, en 1928. Recibió su licenciatura en Medicina por la Universidad de Nueva York, y de 1952 a 1955 entrenó en cirugía general en el Hospital Bellevue de Nueva York, una de las primeras mujeres en hacer eso.  En 1952, se casó con Eugene Braunwald, su compañero de clase en la universidad y en la escuela de Medicina y también investigador cardiovascular, con quien tuvo tres hijas.

## Carrera
Braunwald completó su formación en cirugía general en el Hospital Universitario de Georgetown en Washington D. C. con un postdoctorado en el laboratorio quirúrgico del Dr. Charles A. Hufnagel, inventor de la primera válvula artificial para el corazón. Se unió al National Institutes of Health (ahora el Instituto Nacional de Corazón, Pulmón y Sangre) cerca de Bethesda, Maryland, en 1958 bajo la mentoría del Dr. Andrew G. Morrow. Era cirujana en el National Heart Institute hasta 1965, y fue entonces nombrada Subdirectora de la Clínica de Cirugía, una posición que ostentó hasta 1968.
Braunwald diseñó y fabricó una prótesis experimental de una válvula mitral, implantándosela en perros en la clínica quirúrgica del National Heart Institute en 1959. El 11 de marzo de 1960, tuvo lugar el primer implante exitoso en humanos, en una mujer de 44 años con insuficiencia mitral.
Ella entonces desarrollo una válvula mecánica cubierta de tela (la válvula Braunwald-Cutter), la cual fue implantada en miles de pacientes durante finales de la década de los años 60 y principios de los 70. Sus otras contribuciones significativas incluyen desarrollar el homoinjerto aórtico de endoprótesis (un injerto de tejido de la misma especie, en este caso de tejido humano) para el reemplazamiento de la válvula mitral, tratamiento quirúrgico de la enfermedad crónica tromboembólica, y técnicas pioneras para usar cultivos tisulares y desalentar la formación de tejidos cuando las válvulas protésicas y los dispositivos circulatorios asistentes están en uso. En la década de los años 60, artículos en la revisa Life and Times la describían como una de las más jóvenes americanas "que mueve los hilos."
Braunwald se mudó a la Universidad de California en San Diego  junto a su marido, que fue nombrado Jefe de Medicina mientras ella fue nombrada Profesora Asociada de Cirugía. Siguió a su marido una vez más, en 1972, al área de Boston, donde se convirtió en Profesora Asociada de Cirugía en la Escuela de Medicina de Harvard. Mientras estaba en Harvard, fue Cirujana en la División de Cirugías Cardiacas y Torácicas en el Hospital de Birgham y de Mujeres, una Cirujana en la División de la Cirugía Cardiaca en el Boston Children's Hospital, y Consultora en la División de Cirugía Cardiaca en el West Roxbury Veterans Administration Medical Center.
Braunwald publicó más de 110 artículos en revistas principales como Circulation, New England Journal of Medicine, y la Journal of Thoracic and Cardiovascular Surgery.
Después de su fallecimiento, la Fundación de Cirugía Torácica para la Investigación y la Educación creó la Donación para Investigación Nina Starr Braunwald, para reconocer su compromiso en el desarrollo académico de mujeres en Cirugía cardiaca. El premio incluye dos años de apoyo en investigación y es otorgado anualmente a mujeres académicas cirujanas cardiacas.  Esta fundación también ofrece la Beca Universitaria de Investigación Nina Starr Braunwald que proporciona salario y soporte experimental para mujeres cirujanas cardiacas en entrenamiento que desean aprender habilidades en investigación.  De modo parecido, la Asociación de Mujeres Cirujanas proporciona anualmente un Premio Nina Starr Braunwald para líderes quirúrgicas que demostraron su apoyo excepcional del papel de las mujeres en la cirugía académica.
Braunwald luchó por conseguir oportunidades profesionales después de abandonar el departamento de Morrow en el NIH. Como madre de tres niñas, equilibró sus responsabilidades familiares con las fuertes demandas de Cirugía cardiaca. Su viudo, Eugene Braunwald, describió su dedicación como cirujana y madre como "haciendo sólo lo que ella consideraba esencial, de forma intensa y viva, y sin gastar mucho tiempo, energía o emoción en anada más."[Cita requerida] Ella aun así consiguió disfrutar de sus hobbies en pintura, escultura o hípica, y gratamente disfrutó de pasar tiempo con sus nietos. Sus colegas la describieron como pionera, determinada pero genitl.